# 高雄港過港隧道
高雄港過港隧道，又稱高雄過港隧道，簡稱過港隧道，位於臺灣高雄市前鎮區與旗津區之間，是臺灣第一座及目前唯一的海底隧道，也是唯一水底公路隧道，全長1670公尺。

## 簡介
高雄港過港隧道位於新生路經前鎮漁港與第三貨櫃中心間之中興路，工程由1981年5月開工至1984年5月18日完工通車，經費約新台幣40億元，穿過寬440公尺，水深14公尺之主航道，雙向各有兩線快車道及一線機車專用道，至對岸旗津中興商港區預定地，是台灣唯一的水底公路隧道。完工初期，對往來車輛徵收車輛通行費。旗津區民、以及當地從事相關事業之人員車輛免繳。自1993年9月16日起，為了促進旗津地區觀光及事業發展，停收所有車輛通行費。
過港隧道雖然解決旗津至高雄市區的公路交通，但由於隧道兩端均不在市區，主要仍供貨櫃車行駛。對於觀光客、通勤或就學居民而言，隧道並不具吸引力，多選擇較接近市區、且航程僅需10分鐘的「旗鼓航線」渡輪。

## 歷史
- 1967年10月，高雄港第二港口開工。
- 1975年6月，高雄港第二港口完成開闢，旗津半島成為孤島，而旗津區高雄港內側被規劃為第四貨櫃中心。
- 1975年7月16日，舉行通航典禮，而渡輪已不足以解決當時的交通運輸需求，故年底開始研議興建過港隧道方案。
- 1981年5月13日，高雄過港隧道正式開工。
- 1984年5月18日，高雄過港隧道竣工通車。
- 1985年，中華郵政發行郵票紀念通車。
- 1993年9月16日，停收所有車輛通行費。
- 2005年10月18日，完成航道浚深工程，通過高雄港過港隧道上方主航道的船舶，只要吃水深在14公尺以內，即可申請航行通過。

## 施工

高雄港過港隧道位置圖

高雄港過港隧道工程由榮工處設計，施工統包承辦，高雄港務局監督，起點在前鎮區端新生路與漁港南三路交叉口附近，穿越高雄港之航道海底後，終點在高雄市旗津區道路口，全長一千六百七十公尺，主要水下涵洞是由六節鋼筋混凝土沉埋管結構體所組成，沉埋管事先在陸地上以施工製造並在兩端開口處用鐵片密封起來，每節120公尺長，高24.4公尺，重達2萬多噸，在兩側聯絡坡道及海底地基完工後，以駁船將沉埋管拖送至適當位置，打開預留之孔洞讓海水進入而沈入海底，以特殊柔性接頭接連六個沉埋管，然後密封孔洞，由兩側聯絡坡道逐一切開鐵片、抽乾海水。沉埋管體內包括雙向各2線汽車道及1線機車道、排水、照明、配電、交通監視，並兼具防水、防熱、防震三種功能。

## 禁行交通
《高雄港過港隧道管理作業要點》伍、禁止通行隧道之規定：
1. 行人。
2. 腳踏車。
3. 人力三輪車、馬達三輪車或拼裝車。
4. 載運禽畜、垃圾、乾草、木桿或粒粉物質，但未嚴密覆蓋或未捆紮牢固之車輛。
5. 履帶車。
6. 超過限制高度4.5公尺。
7. 超過寬度3公尺以上6公尺以下及載運危險物品未經申請核准之車輛。
8. 其他可能危及隧道安全之車輛。

隧道附近有前鎮中洲航線公共渡輪，與旗鼓航線不同的是小型汽車可上船。

## 船隻限制及浚深作業
為維護高雄港過港隧道結構安全，原本航行通過隧道上方主航道的船舶限制吃水深為13.8公尺，但為因應船舶大型化，高雄港務局於2004年起開始實施高雄港過港隧道上方主航道浚深工程，並於2005年10月18日完工，完工後浚深水深達14.2公尺，通過高雄港過港隧道上方主航道的大型船舶，只要吃水深在14公尺以內，即可申請航行通過進港作業。